# Tassenières
Tassenières település Franciaországban, Jura megyében. Lakosainak száma 396 fő (2022. január 1.). Tassenières Le Deschaux, Biefmorin, Bretenières, Chêne-Bernard, Gatey, Séligney és Villers-Robert községekkel határos.

## Népesség
A település népessége az elmúlt években az alábbi módon változott:
| Lakosok száma | 271  | 334  | 332  | 350  | 392  | 392  | 394  | 395  | 395  | 396  |
|               | 1968 | 1982 | 1990 | 2006 | 2013 | 2015 | 2017 | 2019 | 2020 | 2022 |